# Château d'Espas
Le château d’Espas est un château de type gascon, aujourd'hui en restauration, situé dans la commune d’Espas (Gers).

## Situation
Le château d’Espas se trouve à l’est du village qu’il domine, sur une butte entourée d’arbres.

## Histoire
Fondé par le comte d’Armagnac, siège d’une seigneurie, le château a été bâti à la fin du XIIIe siècle sur une motte qui peut laisser penser qu’existait préalablement une fortification plus ancienne. Il a appartenu à diverses familles, jusqu’aux de Batz-Castelmore (la famille de d’Artagnan) jusqu’à la Révolution. Sous Richelieu, le château aurait été démantelé, ce qui revient à dire qu’on aurait supprimé les couronnements de créneaux et éventuellement de mâchicoulis.
Le château a été acheté en 2000 par un couple qui le restaure en respectant au maximum l’esprit de la construction originelle.
Il a été classé monument historique le 2 mai 1979.

## Architecture
Le château présente plusieurs caractéristiques assez rares dans les châteaux gascons. La première est d’être construit en briques, dans une région où domine la construction en pierre. La construction en brique rend l’estimation chronologique plus difficile (le type d’appareil, la décoration sculptée de la pierre sont autant d’indices de datation), mais la construction semble dater du XIIIe siècle, peut-être du XIVe. C’est un édifice qui a conservé, toutes proportions gardées, son aspect original, contrairement à la plupart qui ont reçu des aménagements soit militaires (création de canonnières) ou de confort lors de l’aménagement en habitation permanente (création d’ouvertures).
Le château d’Espas se compose d’un corps principal de plan rectangulaire orienté nord-sud, flanque à chaque angle d’une tour carrée. La tour nord-ouest est plus grande que les autres et fait une saillie plus importante par rapport aux murs du corps principal. Les deux tours sud sont pratiquement alignées avec la façade sud.
Chaque partie est couverte d’une toiture de tuiles canal en pavillon bordée d’une génoise qui ne révèle rien du couronnement initial des murs. Il est possible que des hourds en bois aient été construits en haut des murs. Aucune baie de quelque importance n’apparaît sur le corps principal, à l’exception d’une grande fenêtre ogivale tout en haut de la façade nord, encadrée de deux petites baies avec un arc en mitre de briques en encorbellement, et de rares baies en plein cintre sur les tours. Les façades de briques sont seulement animées par des boulins. Des meurtrières étroites apparaissent sur les tours. L’unique entrée se trouvait en hauteur, sans doute accessible par une échelle amovible selon le principe du château gascon. Le sol à l’intérieur s’élevait à 2,50 m de hauteur par rapport au sol naturel. À l’époque moderne des portes ont été ouvertes au rez-de-chaussée. Le château a été flanqué au XVIIe siècle d’un bâtiment bas (maintenant détruit) qui était la seule partie habitable.
L’intérieur était vide, sans murs de refend ni cheminées. Trois piliers, à intervalles réguliers, supportaient un plancher.